# Provinciale weg 928
De provinciale weg 928 (N928) is een provinciale weg in de provincie Friesland. De weg vormt een verbinding tussen de N354 bij Woudsend met de N359 bij Balk. De weg verloopt daarbij langs de noordwestkust van het Slotermeer. Tot september 2007 verliep de weg door het centrum van Woudsend. Sindsdien verloopt de weg zuidelijk om Woudsend en wordt de Ee door middel van het Ie Aquaduct gekruist.
De weg is over de gehele lengte uitgevoerd als tweestrooks-gebiedsontsluitingsweg met buiten de bebouwde kom een maximumsnelheid van 80 km/h. In de gemeente Súdwest-Fryslân heet de weg Ypecolsga, in de gemeente De Friese Meren heet de weg Suderséwei.
Op de begraafplaats bij Ypecolsga staat langs de weg een van de klokkenstoelen in Friesland.

## Afbeeldingen

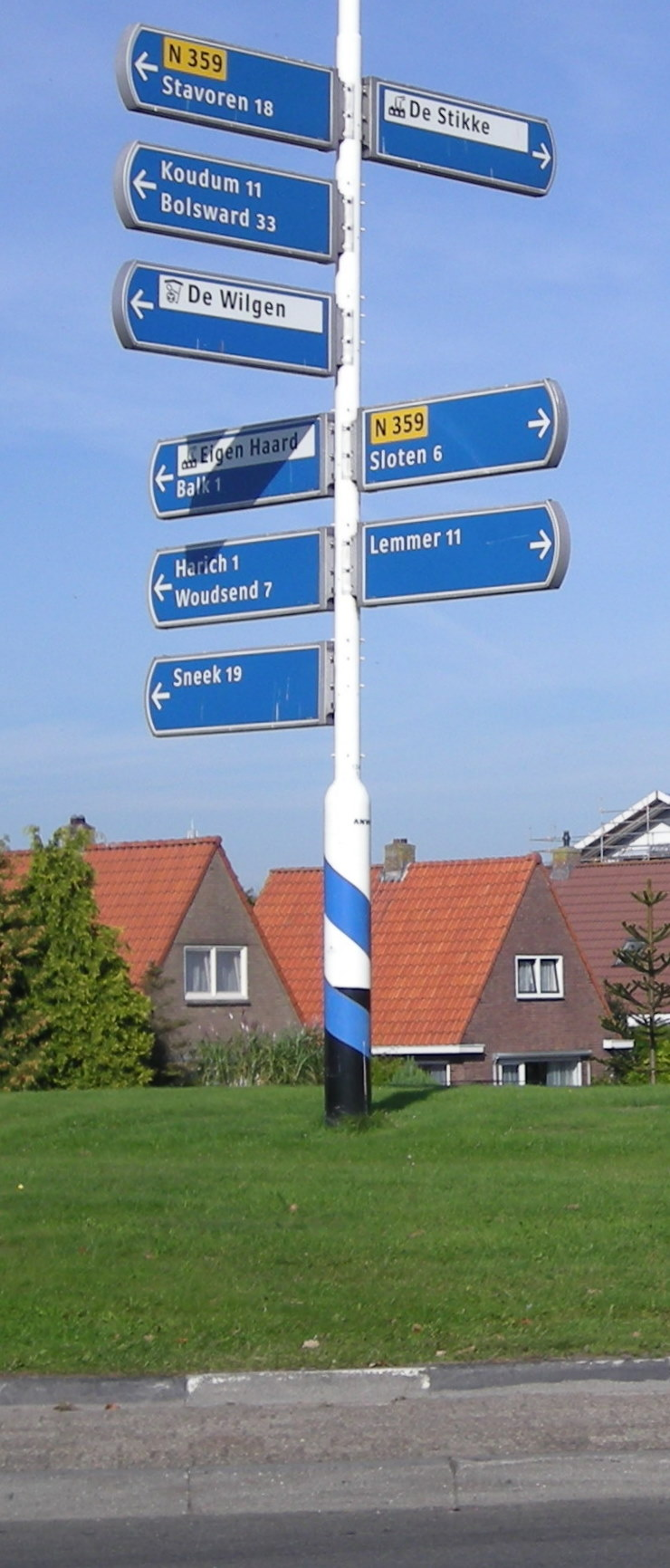
Rotonde met de N359 bij Balk
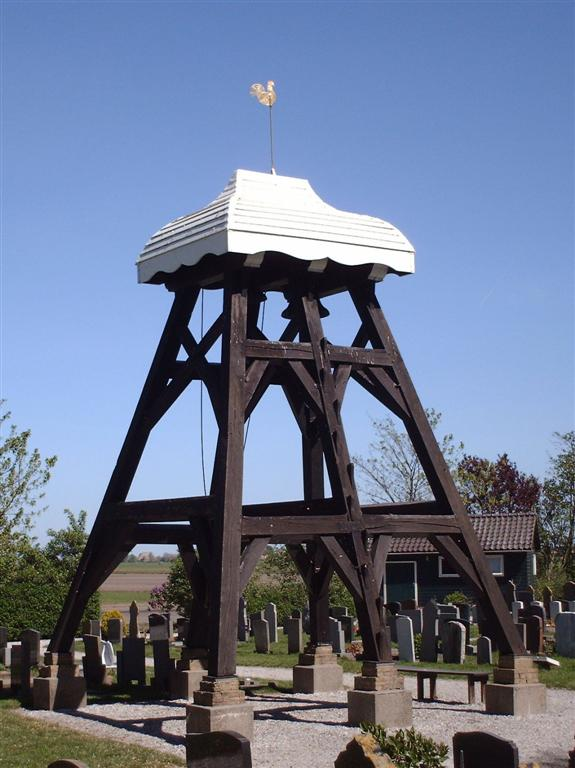
klokkenstoel bij Ypecolsga
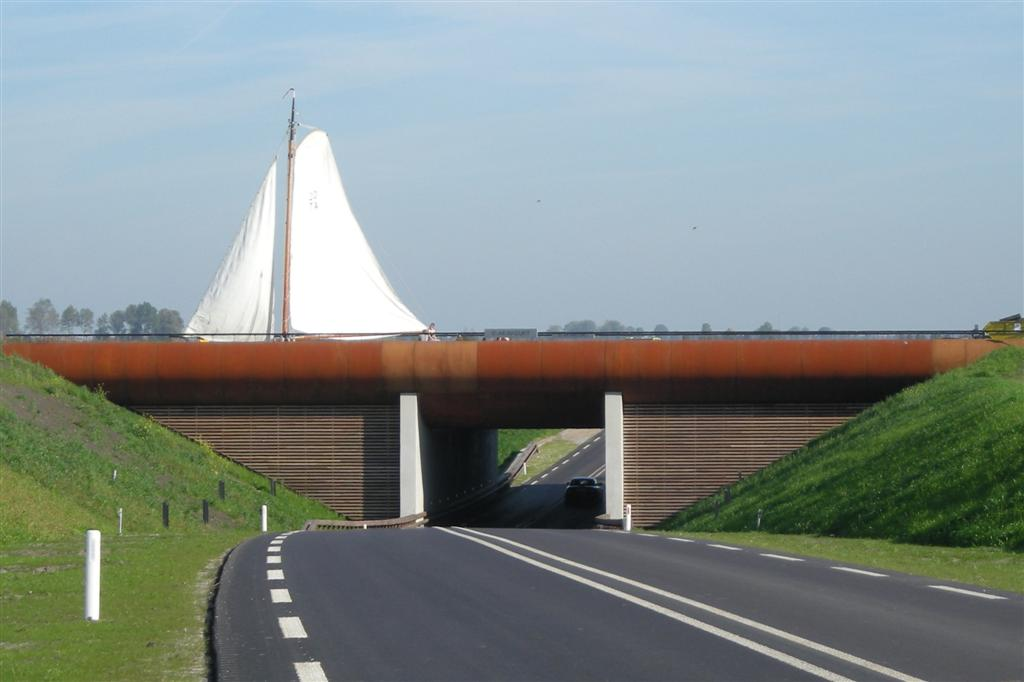
Het Ie Aquaduct onder de Ee bij Woudsend

N34 · N46 · N351 · N353 · N354 · N355 · N356 · N357 · N358 · N359 · N360 · N361 · N362 · N363 · N364 · N365 · N366 · N367 · N368 · N369 · N370 · N371 · N372 · N373 · N374 · N375 · N376 · N377 · N378 · N379 · N380 · N381 · N382 · N383 · N384 · N385 · N386 · N387 · N388 · N390 · N391 · N392 · N393 · N398

N851 · N852 · N853 · N854 · N855 · N856 · N857 · N858 · N860 · N861 · N862 · N863 · N865 · N910 · N913 · N917 · N918 · N919 · N924 · N927 · N928 · N962 · N963 · N964 · N966 · N967 · N969 · N972 · N973 · N974 · N975 · N976 · N977 · N978 · N979 · N980 · N981 · N982 · N983 · N984 · N985 · N986 · N987 · N988 · N989 · N990 · N991 · N992 · N993 · N994 · N995 · N996 · N997 · N998 · N999

Cursief vermelde wegen zijn voormalige provinciale wegen.